# Бир-Гандус
Бир-Гандус или Бир-Гандуз (арабский: بئر كندوز Biʾr Kandūz, марокканский арабский: بير گندوز, берберский: Bir Genduz, испанский: Bir Ganduz) — сельская община в Западной Сахаре, оккупированная Марокко. Является административным центром марокканской провинции Ауссерд, и по данным марокканской переписи 2014 года, её население составляло 4625 человек. Площадь данной общины около 2186 км².

## Создание общины
Община Бир-Гандус создана Указом № 2.79.659 от 20 августа 1979 года, изменяющим и дополняющим Указ № 2.73.416 от 14 августа 1973 года, касающийся создания и перечня отделов, управлений, городских и сельских общин в Королевство Марокко.

## Инфраструктура
Бир-Гандус имеет полугородскую инфраструктуру. Поскольку этот населённый пункт служит штаб-квартирой провинции Ауссерд, здесь находятся общественные административные здания, а также марокканский военный пост. Хоть его иногда так и называют, это не пограничный пост. Пограничный пост с Мавританией находится к западу от трассы RN1 в Гергерате, хотя на выездных штампах написано «Бир-Гандус».

## Спорт
В феврале 2023 года Королевская марокканская футбольная федерация объявила о строительстве двух футбольных полей в Бир-Гандусе и Гергерате.